# اللجنة البحرينية المستقلة لتقصي الحقائق
اللجنة البحرينية المستقلة لتقصي الحقائق المعروفة أيضا محليا في مملكة البحرين باسم لجنة بسيوني أنشئت من قبل ملك البحرين في 29 يونيو 2011 المكلفة في النظر في الحوادث التي وقعت خلال فترة الاحتجاجات في شهري فبراير ومارس 2011 والنتائج المترتبة على هذه الأحداث.
أصدرت اللجنة تقريرا يتكون من 500 صفحة في 23 نوفمبر 2011 من خلال الاستماع إلى 9 آلاف شخص وعرض الأحداث بتسلسل زمني ووثق 46 حالة وفاة و559 مزاعم التعذيب وأكثر من 4 ألاف تسريح من العمل بسبب مشاركتهم في الاحتجاجات. انتقد التقرير قوات الأمن في العديد من الحالات عندما استخدمت القوة والأسلحة النارية بطريقة مفرطة في مناسبات عديدة لا لزوم لها وغير متناسبة وبلا تمييز. وجدت اللجنة أن بعض التجاوزات مثل تدمير الممتلكات لا يمكن أن يكون قد حدث دون علم المراتب العليا من هيكل القيادة. جاء في التقرير أيضا أن العنف في البحرين كان نتيجة تصاعد الخلاف فيما بين الحكومة والمعارضة التي لا يخفي نصيبها من المسؤولية.
أكد التقرير استخدام الحكومة البحرينية التعذيب المنهجي وغيره من أشكال الإيذاء البدني والنفسي على المعتقلين فضلا عن غيره من انتهاكات حقوق الإنسان. كما رفضت ادعاءات الحكومة أن الاحتجاجات كانت بتحريض من إيران. انتقدت اللجنة لعدم الإفصاح عن أسماء الجناة في الانتهاكات وتوسيع نطاق المساءلة فقط لأولئك الذين قاموا بنشاط انتهاكات حقوق الإنسان.

## التأسيس
تأسست اللجنة من قبل الملك حمد بن عيسى آل خليفة بموجب المرسوم الملكي رقم 28 لعام 2011. قال الملك أن اللجنة أنشئت بعد مشاورات واسعة بما في ذلك لجنة الأمم المتحدة لحقوق الإنسان.

## الأعضاء
يوصف أعضاء اللجنة من قبل منظمة العفو الدولية بأنهم مثيرون للإعجاب ومن الخبراء الدوليين المستقلين. يرأس اللجنة البروفيسور محمود شريف بسيوني الذي قاد تحقيقات الأمم المتحدة في مزاعم ارتكاب جرائم حرب في البوسنة والهرسك وليبيا. الأعضاء الأربعة الآخرين هم السير نايجل س. رودلي المقرر الخاص السابق للأمم المتحدة المعني بالتعذيب والعضو الحالي في لجنة حقوق الإنسان التابعة للأمم المتحدة وفيليب كيرش القاضي السابق في المحكمة الجنائية الدولية والدكتور ماهنوش أرسنجاني المستشار القانوني السابق للأمم المتحدة والدكتور بدرية العوضي الخبيرة في القانون الدولي والشريعة في مؤسسة فريدم هاوس في واشنطن العاصمة.
في 7 سبتمبر 2011 دعت اللجنة الدكتور سوندرا كروسبي الخبير في الإضراب عن الطعام للانضمام إلى فريق العمل من أجل رصد السجناء المضربين عن الطعام في المملكة. حرض على تعيينه أسباب إنسانية بسبب قلقه العميق من لجنة تقصي الحقائق مع محنة الأسرى والمعتقلين المضربين عن الطعام.

## الاختصاصات
وفقا للمادة 4 من المرسوم الملكي 28 فإن تفويض اللجنة هو الانخراط في تقصي الحقائق وأنه سيمكنونهم من الوصول إلى جميع المسؤولين والوثائق الرسمية التي ترى أنها ذات الصلة وكذلك الوصول سرا إذا لزم الأمر لضحايا وشهود الانتهاكات المزعومة للقانون التي ارتكبها كل من المتظاهرين والحكومة.
مدى استقلالية اللجنة يتبين من خلال المادة 3 والمادة 6 من المرسوم الملكي 28. سيتحدد عملها من تلقاء نفسها ومن دون أي تدخل من قبل الحكومة الذي يحظر التدخل في عمل اللجنة.
وفقا للمادة 9 من المرسوم الملكي 28 ينبغي أن يشمل التقرير النهائي للجنة ما يلي:
1. سرد كامل للأحداث التي وقعت خلال شهري فبراير ومارس 2011.
2. سياق هذه الأحداث.
3. انتهاكات لحقوق الإنسان حسب المعايير الدولية من قبل أي من المشاركين خلال الأحداث أو في التفاعل بين المتظاهرين والحكومة.
4. وصف أي عمل من أعمال العنف التي وقعت بما في ذلك طبيعة الأفعال وكيف وقعت والجهات الفاعلة وما العواقب المستمدة منها ولا سيما في مستشفى السلمانية ودوار مجلس التعاون الخليجي.
5. حالات الشكوى من وحشية الشرطة والعنف المزعوم من قبل المتظاهرين و / أو المتظاهرين ضد الشرطة وآخرين من بينهم أجانب.
6. الظروف وملاءمة عمليات الاعتقال والاحتجاز.
7. فحص ادعاءات الاختفاء أو التعذيب.
8. التأكد مما إذا كان هناك أي مضايقة من وسائل الإعلام سواء السمعية أو البصرية أو المكتوبة ضد المشاركين في المظاهرات والاحتجاجات العامة.
9. فحص الهدم غير القانوني للمساجد.
10. التأكد من أي تورط للقوات الأجنبية والجهات الأجنبية في الأحداث.

لا يسمح للجنة تقديم أي توصيات تراه مناسبا في تقريرها النهائي بما في ذلك: توصيات لمزيد من التحقيق الرسمي أو مقاضاة أي شخص بما في ذلك كبار أو صغار الموظفين أو توصيات لإعادة النظر في الإجراءات الإدارية والقانونية والتوصيات المتعلقة بإضفاء الطابع المؤسسي على آليات تهدف إلى منع تكرار أحداث مماثلة وكيفية معالجتها.

## رد الفعل الدولي على إنشاء اللجنة
أشاد الرئيس الأمريكي باراك أوباما بإنشاء اللجنة في 2 يوليو 2011 وقال «عن طريق توفير تقييم مستقل لما حدث وتحديد المسؤولين فإن الهيئة الملكية تلعب دورا أساسيا في دفع عجلة المصالحة والعدالة والسلام في البحرين». ورحب نائب المتحدث الرسمي عن البيت الأبيض مارك تونر بالإعلان عن إنشاء لجنة في 1 يوليو 2011 مضيفا أنها «خطوة في الاتجاه الصحيح». تونر سر من حكومة البحرين التي كانت «اتخذت خطوات مهمة وإيجابية ونأمل أن هذه الجهود سوف تساعد على استعادة الثقة نحو بداية الحوار الوطني».
في المملكة المتحدة قال وزير منطقة الشرق الأوسط وشمال أفريقيا أليستر بيرت: «نحن نرحب بإنشاء لجنة مستقلة من قبل جلالة الملك تتكون من شخصيات دولية للنظر في أحداث الأشهر الأخيرة وفي مزاعم انتهاكات لحقوق الإنسان. ونأمل أن هذه الخطوة واعدة وكبيرة سوف تؤدي إلى تقدم ملموس في معالجة مخاوف جدية الأخيرة حول حالة حقوق الإنسان في البحرين ونأمل أيضا أن هذه التطورات ستؤدي بجميع الاطراف للمشاركة في بدء حوار وطني ناجح وسلمي».
أشادت الأمانة العامة لجامعة الدول العربية إنشاء اللجنة كخطوة من شأنها أن «تلبي تطلعات الشعب البحريني وتعزيز المؤسسات الدستورية بما لا يدع أي مجال لتدخل أجنبي لتقويض استقلال وسيادة واستقرار المملكة وطمس هويتها العربية».
قالت الممثلة الأعلى للاتحاد الأوروبي للشؤون الخارجية والسياسات الأمنية كاترين أشتون في 1 يوليو 2011 أن «إنشاء لجنة مستقلة تتكون من أعضاء دوليين للتحقيق في الأسباب والحقائق وراء مزاعم عديدة من انتهاكات حقوق الإنسان في الأشهر الأخيرة في البحرين. هذه خطوة في الاتجاه الصحيح والتي نأمل أن تسلط الضوء الكامل على تلك الأحداث. أتوقع من اللجنة المستقلة أن تكون في وضع يمكنها من القيام بعملها بحرية ودقة وإنني أتطلع إلى مرحلته النهائية من خلال التقرير المقرر أن يصدر في نهاية شهر أكتوبر عام 2011».
وصفت منظمة العفو الدولية الجنة بأنها «خطوة هامة إلى الأمام ولكن يجب أن تؤدي إلى تحقيق العدالة للضحايا». قال مالكوم سمارت مدير برنامج الشرق الأوسط وشمال أفريقيا في منظمة العفو الدولية: «علاوة على ذلك فإن مرسوم الملك يوضح أنه سيجرون تحقيق كامل» وأضاف أن «تعيين هذه اللجنة الدولية لتمثل التغيير الجذري في البحرين».

## تنفيذ توصيات لجنة تقصي الحقائق
قدم تقرير لجنة تقصي الحقائق سلسلة من التوصيات للحكومة من خلال خطوات يعتقد أنها تسعى لتحسين المساءلة وتقديم الممارسات الحكومية بما يتماشى مع المعايير الدولية. أعطت الحكومة نفسها هدفا لتنفيذ هذه التوصيات بحلول نهاية فبراير 2012. تم تسجيل تقدم في تنفيذ هذه التوصيات. بقدر ما نشعر بالقلق من التوصيات العامة فإن الحكومة تزعم أنها نفذت التوصيات التالية:
- 1715: برنامج التنفيذ. أمر ملكي في 26 نوفمبر 2011 بإنشاء لجنة التنفيذ التي كانت مستقلة وتتألف من 19 عضوا.
- 1716: إنشاء آلية مساءلة الحكومة. قدم فريق يضم السير دانيال بيت لحم والسير جيفري جويل والأستاذ عدنان أمخان وأستاذة سارة كليفلاند وديفيد بيري نصائحهم بشأن إنشاء وحدة التحقيقات الخاصة التي عهد إليها بمهمة تحديد المساءلة.
- 1717: إنشاء ديوان المظالم في وزارة الداخلية ومدونة قواعد السلوك للشرطة. صدر مرسوم بإنشاء كل من قسم الشؤون الداخلية وديوان المظالم في 28 فبراير 2012.
- 1718: إعادة تنظيم أوضاع جهاز الأمن الوطني. مرسوم في 28 نوفمبر 2011 بنزع سلطات الجهاز بإنفاذ القانون والاعتقال. في ديسمبر 2011 وافق مجلس الوزراء على التعديلات التشريعية التي تتضمن أن يتم اعتقال الأشخاص وفقا لقانون الإجراءات الجنائية حتى في حالة السلامة الوطنية.
- 1719: لإجراء تحقيقات في مزاعم التعذيب. في 8 يناير 2012 وافق مجلس الوزراء على التعديلات التشريعية التي تعطي النائب العام الاختصاص الحصري للتحقيق في مزاعم التعذيب وغيره من ضروب المعاملة اللاإنسانية وحماية الأشخاص من أي انتقام لرفع دعوى التعذيب أو غيره من ضروب المعاملة القاسية أو اللاإنسانية. يتم توفير المساعدة التقنية من قبل مكتب الأمم المتحدة المعني بالمخدرات والجريمة وغيرهم.
- 1720: إعادة النظر في جميع الإدانات والأحكام الصادرة من محاكم السلامة الوطنية (محاكم أمن الدولة). يجري مراجعة أحكام محاكم السلامة الوطنية في المحاكم العادية لضمان امتثالها لحقوق المحاكمة العادلة مع إيقاف التقاضي في محاكم السلامة الوطنية في جميع الحالات المتبقية.

## اقتحام مكاتب لجنة تقصي الحقائق
في 15 أغسطس 2011 اقتحم مجموعة من المتظاهرين مكاتب لجنة تقصي الحقائق بسبب غضبهم من التقارير غير دقيقة عن الاستنتاجات المفترضة التي توصل إليها بسيوني. شجعت هذه الخطوة من قبل نشطاء الإنترنت ومجموعة من الناشطين العودة إلى العمل هو حقي الذين دافعوا عن قرارهم بالتجمع في مكاتب اللجنة. نتيجة للاقتحام أغلقت مكاتب اللجنة.
وفقا لبيان صادر عن اللجنة في 15 أغسطس فإن أفراد «شتموا بصوت عال ونشروا رسائل تهديد على جدران المكاتب وأرسلوا تهديدات عبر النص والبريد الإلكتروني وحتى جسديا بالبصق على أحد أعضاء الهيئة». واصل هؤلاء الأفراد أيضا تصوير وتسجيل الفيديو للناس في المكتب على الرغم من نصيحة أحد الموظفين أن مثل هذه الإجراءات تقوض السرية وسلامة العديد من الشهود والضحايا.

## الأنشطة
وفقا لبيان صدر في 10 أغسطس 2011 فإن اللجنة تعلن عن ما يلي:
- التقى أعضاء اللجنة مع أكثر من 200 شخص في السجون ومرافق الاحتجاز والجرحى في المستشفيات و50 من كبار المسؤولين الحكوميين بما في ذلك عدد من أعضاء مجلس الوزراء. 18 جمعية سياسية معارضة ومنظمات المجتمع المدني و90 طالب تم تعليق دراستهم و105 أشخاص فصلوا بشكل تعسفي من مواقع عملهم.
- تلقي 300 شكوى من المفصولين.
- تسجيل 140 مزاعم الاعتداء الجسدي والتعذيب في السجون ومراكز الشرطة.
- تأمين الإفراج عن 151 شخصا من السجون أو مراكز الاحتجاز. ويتضمن هذا العدد 137 شخصا اتهموا بالجنح وكانوا في انتظار المحاكمة. تم نقل هذه الحالات من نظام المحاكم العسكرية لنظام المحاكم المدنية بأمر ملكي بناء على طلب من رئيس لجنة تقصي الحقائق.
- التحريض على تحقيق من قبل وزارة الداخلية إلى 2 من ضباط الشرطة و10 من أفراد الشرطة المكلفين بالاعتداء الجسدي والتعذيب.
- تلقت بيانات من 348 شاهدا وضحية للاعتقال التعسفي والاحتجاز المزعوم والإيذاء البدني والتعذيب.
- تلقي أكثر من 900 رسالة عبر البريد الإلكتروني وكثير منها تحتوي على معلومات عن الأحداث والإيذاء المزعوم إما من قبل المرسل أو ادعى أنه على معرفة من قبل المرسل.

صدر هذا التقرير في 23 نوفمبر 2011.

## تأجيل تقديم تقرير لجنة تقصي الحقائق
أعلنت اللجنة في 20 أكتوبر أن الملك حمد سمح بتأخير تقديم التقرير من 30 أكتوبر إلى 23 نوفمبر. طلب بسيوني التأخير أثناء مقابلته مع الملك في 18 أكتوبر حيث قال أن اللجنة في حاجة إلى مزيد من الوقت للتحقيق في عدد كبير من التقارير التي قدمت معربا عن تقديره لتعاون الوزارات الحكومية وأشار إلى أن اللجنة لا تزال بحاجة إلى بعض المعلومات من وزارات حكومية معينة.
قال بسيوني أيضا أن جميع الوثائق المادية بما في ذلك البيانات والشكاوى من المواطنين البحرينيين والأجانب ستدمر عند تقديم التقرير. سيتم الاحتفاظ بنسخة إلكترونية من الوثائق في محكمة التحكيم الدائمة في لاهاي لمدة عشر سنوات.

## الاستنتاجات والملاحظات في التقرير
وفيما يلي الاستنتاجات والملاحظات في التقرير:
- لكل من الحكومة والمعارضة نصيبها من المسؤولية في السماح بحدوث الاحتجاجات.
- مواجهة قوية من المتظاهرين تنطوي على استخدام القوة المميتة واللجوء إلى نشر كثيف لقوات الأمن العام أدت إلى وفاة المدنيين.
- لو أن مبادرة ولي العهد التي طرحت في مارس 2011 قبلت كان يمكن أن تمهد الطريق للإصلاحات الدستورية والسياسية والاجتماعية والاقتصادية الكبيرة والحئول دون الآثار السلبية التي تلت ذلك.
- تعرض العديد من المعتقلين للتعذيب وغيره من أشكال الإيذاء الجسدي والنفسي أثناء احتجازهم في سجن القرين. توقفت هذه الممارسة المنتظمة بعد 10 يونيو ولكن استمر احتجاز المعتقلين في مرافق أخرى الذين أبلغوا عن حوادث سوء المعاملة بعد ذلك الوقت.
- أدى عدم وجود مساءلة للمسؤولين داخل منظومة الأمن في البحرين لثقافة الإفلات من العقاب حيث أن المسئولين الأمنيين يتعمدون سوء معاملة السجناء أو اتخاذ إجراءات لمنع سوء المعاملة من قبل المسؤولين.
- مقتل 35 شخصا خلال الاحتجاجات بما في ذلك 5 أفراد من قوات الأمن.
- تم استهداف السنة من قبل بعض المتظاهرين إما لأنهم موالون للنظام أو على أساس طائفتهم. تعرض السنة للسب والهجمات والاعتداءات الجسدية على ممتلكاتهم وكذلك التحرش وينظر إلى الطائفة السنية كهدف بسبب الاعتقاد بأن كل السنة موالون للعائلة الحاكمة.
- كان بعض المغتربين وبخاصة العمال من جنوب آسيا أهدافا لهجمات خلال أحداث فبراير ومارس 2011 لا سيما الباكستانيين الذين استهدفوا نظرا لانتسابهم أو الاشتباه في انتسابهم للجيش وقوات الشرطة وتلاحظ اللجنة أن أربعة مغتربين قتلوا وأصيب العديد منهم نتيجة هجمات من الغوغاء.
- لم تجد اللجنة أي دليل على انتهاكات حقوق الإنسان مرتكبة من قبل وحدات دول مجلس التعاون الخليجي المنتشرة في البحرين ابتداء من 14 مارس 2011.

## ردود الفعل الدولية على نشر التقرير
رحب بالتقرير العديد من الحكومات الدولية. ذكرت هيلاري كلينتون وزيرة الخارجية الأمريكية أنها تشيد بمبادرة الملك حمد بن عيسى آل خليفة في التكليف بذلك. وكررت أنه من الضروري للبحرينيين أنفسهم لحل القضايا المحددة في التقرير المضي قدما في الطريق الذي يعزز الإصلاح والمصالحة والاستقرار. وقال البيت الأبيض أن التقرير يوفر تقييم شامل ومستقل للأحداث في البحرين منذ اندلاع الاحتجاجات لأول مرة في فبراير وأنه يتعين الآن على حكومة البحرين محاسبة المسؤولين عن انتهاكات حقوق الإنسان والقيام بتغييرات مؤسسية لضمان أن مثل هذه الانتهاكات لا تحدث مرة أخرى.
رحب وزير الخارجية البريطاني ويليام هيغ بالتقرير وحث المعارضة للعمل على التوصيات الواردة في التقرير مما يدل على التزامها بالمصالحة والمساهمة في عملية التجديد.
كاترين أشتون الممثلة الأعلى للاتحاد الأوروبي للشؤون الخارجية والسياسة الأمنية ونائبة رئيس المفوضية الأوروبية ضغطت على جميع الأطراف في البحرين لبذل قصارى جهدهم لتنفيذ توصيات التقرير في الوقت المناسب والكامل.
دعا الأمين العام للأمم المتحدة بان كي مون الحكومة لضمان تنفيذ توصياته بمثابة خطوة مهمة في معالجة الانتهاكات الخطيرة لحقوق الإنسان.